# ウリ信用組合
ウリ信用組合（ウリしんようくみあい、朝: 우리신용조합）は、北海道札幌市中央区に本店を置く在日朝鮮人系の信用組合である。ウリ（우리）は韓国語で「私たちの」という意味。

## 概要
1965年9月に北海道在日韓国人商工人を中心に立ち上げた金融機関である朝銀北海道信用組合が発足。1999年9月に同組合と朝銀岩手信用組合、朝銀秋田信用組合、朝銀福島信用組合と対等合併。朝銀北東信用組合として発足した。さらに、バブル崩壊後の金融機関再編により経営破綻した朝銀青森信用組合と朝銀宮城信用組合の事業を譲り受けた。
2004年2月9日、オンラインシステムを信組情報サービス（SKC）が運営する共同センターへ移行、並びにウリ信用組合に商号を変更した。
北海道全域及び東北6県を営業エリアとする（秋田県及び山形県に店舗はないが、営業地区に含まれている）。

## 沿革
- 1955年（昭和30年）-（朝銀福島信用組合設立）。
- 1965年（昭和40年）
  - 8月30日 - 朝銀北海道信用組合として設立。
  - 9月8日 - 朝銀北海道信用組合として開業。
- 1975年（昭和50年）11月 - 北海道朝鮮信用組合に改称。
- 1983年（昭和58年）10月 - 北海朝鮮信用組合に改称。
- 1989年（平成元年）10月 - 朝銀北海信用組合に改称。
- 2000年（平成12年）8月 - 朝銀北東信用組合に改組（朝銀北海、秋田、岩手、福島の各信用組合の合併に伴う）。
- 2001年（平成13年）11月26日 - 朝銀宮城、朝銀青森を吸収合併。
- 2003年（平成15年）2月 - 郡山支店、会津支店、平支店を統合し、郡山市に福島支店を開設。
- 2004年（平成16年）2月9日 - ウリ信用組合に改称。
- 2012年（平成24年）10月29日 - 宮城支店の新店舗開店に合わせて、東北支店に名称を改称。併せて、青森・秋田・岩手の3支店を、東北支店を母店とする有人出張所に降格[3][4]。
- 2014年（平成26年）7月7日 - 東北支店秋田出張所を秋田市東通仲町から同中通一丁目へ移転。
- 2015年（平成27年） 2月17日 - 山形県を定款上の営業エリアに加え、東北支店管轄となる。
- 2017年（平成29年） 
  - 12月11日 - 秋田出張所を廃店し、母店の東北支店が継承[5]。
  - 12月18日 - 釧路支店を本店営業部に統合。
- 2021年（令和3年） 
  - 3月15日 - 青森出張所を岩手出張所に統合し、岩手出張所を北東北盛岡支店に改称、支店昇格。
  - 3月22日 - 東北支店の顧客のうち、秋田県と岩手県の顧客の口座を勘定分割し、北東北盛岡支店に移管。
- 2023年（令和5年）
  - 12月18日 - 苫小牧支店、旭川支店を本店営業部へ統合[6]。
- 2024年（令和6年） 
  - 3月11日 - メールオーダー専用支店として、おおぞら支店を開設。